# Billy Hayes
William „Billy” Hayes (ur. 3 kwietnia 1947 w Nowym Jorku) – amerykański pisarz, aktor i reżyser. Najbardziej znany dzięki swojej autobiograficznej książce Midnight Express, o przeżyciach w tureckich więzieniach i w końcu ucieczce z wyspy İmralı w 1975. Skazany został za przemyt haszyszu.

## Życiorys
Jego książka stała się podstawą filmu pod tym samym tytułem w reżyserii Alana Parkera z Bradem Davisem w roli głównej. Scenariusz napisał Oliver Stone. W filmie nieco ubarwiono przeżycia Hayesa, np. w rzeczywistości nie zabił on strażnika więziennego.
Hayes uważa, że film przedstawia Turków w zbyt negatywnym świetle. W 2007 powrócił po raz pierwszy do Turcji i na konferencji prasowej przeprosił naród turecki.